# Caiolo
Caiolo é uma comuna italiana da região da Lombardia, província de Sondrio, com cerca de 956 habitantes. Estende-se por uma área de 33 km², tendo uma densidade populacional de 29 hab/km². Faz fronteira com Albosaggia, Carona (BG), Castione Andevenno, Cedrasco, Foppolo (BG), Piateda, Postalesio, Sondrio.

## Demografia
| Variação demográfica do município entre 1861 e 2011                               |
|                                                                                   |
| Fonte: Istituto Nazionale di Statistica (ISTAT) - Elaboração gráfica da Wikipedia |